# Schweigen = Tod
Schweigen = Tod (englischer Titel: Silence = Death) ist ein Dokumentarfilm aus dem Jahr 1990 von Rosa von Praunheim. 

## Handlung
Schweigen = Tod handelt von Künstlern in New York City, die für AIDS-Aufklärung und die Rechte von Infizierten und Erkrankten kämpfen. Zu den Protagonisten des Films gehören unter anderem Keith Haring, David Wojnarowicz und Allen Ginsberg.

## Notizen
Schweigen = Tod ist der zweite Teil von Rosa von Praunheims Aids-Trilogie. Zuerst erschien Positiv (1990), der Titel des dritten Teils lautet Feuer unterm Arsch (1991).
Der TV- und Kinofilm  wurde international ausgewertet und ging vor allem in den USA in den akademischen und gesellschaftspolitischen Diskurs über HIV/AIDS ein.

## Rezeption
Die Brisanz des Films wurde unter anderem von der New York Times aufgegriffen: „Eine brandheiße Insider-Geschichte der AIDS-Bewegung.“ Das Dokumentarfilm-Department der Universität von Chicago stellte das Anliegen des Films voran, das sich gegen das Versagen der Reagan-Regierung während der AIDS-Krise richtete: „Der Film und die von Aktivisten inspirierte Kunst, die er präsentiert, sind Aufrufe zum Handeln und Formen des Widerstands gegen das Schweigen.“ Die vor der Kamera handelnden Protagonisten waren entschlossen und schreckten auch nicht vor extremen Gesten beziehungsweise provokanter Symbolik zurück: „Mit einer Eröffnungsperformance von Emilio Cubeiro, der sich eine geladene Waffe in den Arsch schiebt, wissen Sie, dass Schweigen = Tod kein Spaziergang wird.“ (Plato Bernburg, Filmkritiker)
Auch die Motivation des Regisseurs wurde von der Kritik gelobt: „Von Praunheim ist genau der richtige Mann für den Job, den er mit den Filmen Schweigen = Tod und Positiv übernommen hat: Er hat den Weitblick, das Mitgefühl und die Härte und, ja, auch den Humor, der nötig ist, um die AIDS-Epidemie erträglicher zu machen.“ (Los Angeles Times) Der angesehene Kritiker Jerry Tallmer, Mitbegründer des Obie Award, bezeichnete Schweigen = Tod als „bahnbrechendes schwules Revolutionswerk“. Die Guardian wies dem Film 1992 eine höchst anerkennende Bedeutung zu: Schweigen = Tod und Positiv seien die besten Filme über AIDS, die es geben würde, hieß es in der britischen Zeitung.

## Auszeichnungen
1990: Teddy Award der Berlinale – „Bester Dokumentarfilm“ (zusammen mit Positiv)